# أبلق صحراوي
أبلق صحراوي أبلق البادية أو أبلق الصحراء أو الحطيبي (الاسم العلمي: Oenanthe deserti) (بالإنجليزية: Desert Wheatear)‏ هو نوع من الطيور يتبع جنس الأبلق من الفصيلة صائدات الذباب. الحطيبي: ترجع تسمية (الحطيبي) نسبةً لأنه يتواجد على فروع الأشجار والشجيرات اليابسة أو تحتها وتعرف محلياً بـ (الحطب) حيث يتغذى على النمل الأبيض الأرضة. وهو طائر مهاجر شتوي وعابر في الربيع والخريف، يألف التواجد على الشجيرات الصغيرة في المناطق شبه الصحراوية، والسبخات، والكثبان الرملية، والمناطق المزروعة أحياناً، والحدائق.

## الميزات
يتميز الذكر بلونه الرملي من أعلى (السطح الظهري)، أما اللون الأسود يمتد من خلف المنقار مرواً بالعينين حتى يصل خلف الأذنين متخذاً شكل نصف دائرة تقريباً في المنطقة الأمامية من جسم الطائر كذلك الأجنحة ونهاية الذيل، مع خط أسود ليصل الجزء الأمامي للعنق بالأجنحة، ويعتبر الذيل صفة مميزة للتعرف على الحطيبي حيث أن الجزء السفلي للذيل أسود عريض يعلوه اللون الأبيض مباشرة، أما السطح البطني فهو أفتح لوناً.

## التغذية
يتغذى على الحشرات الموجودة على الشجيرات الصحراوية يلتقطها بمنقاره الرفيع الأسود الذي مثل الملقط (مجازاً) وأحياناً يتغذى على اللافقاريات مثل الحلزون والعناكب.